# Liberty L-12

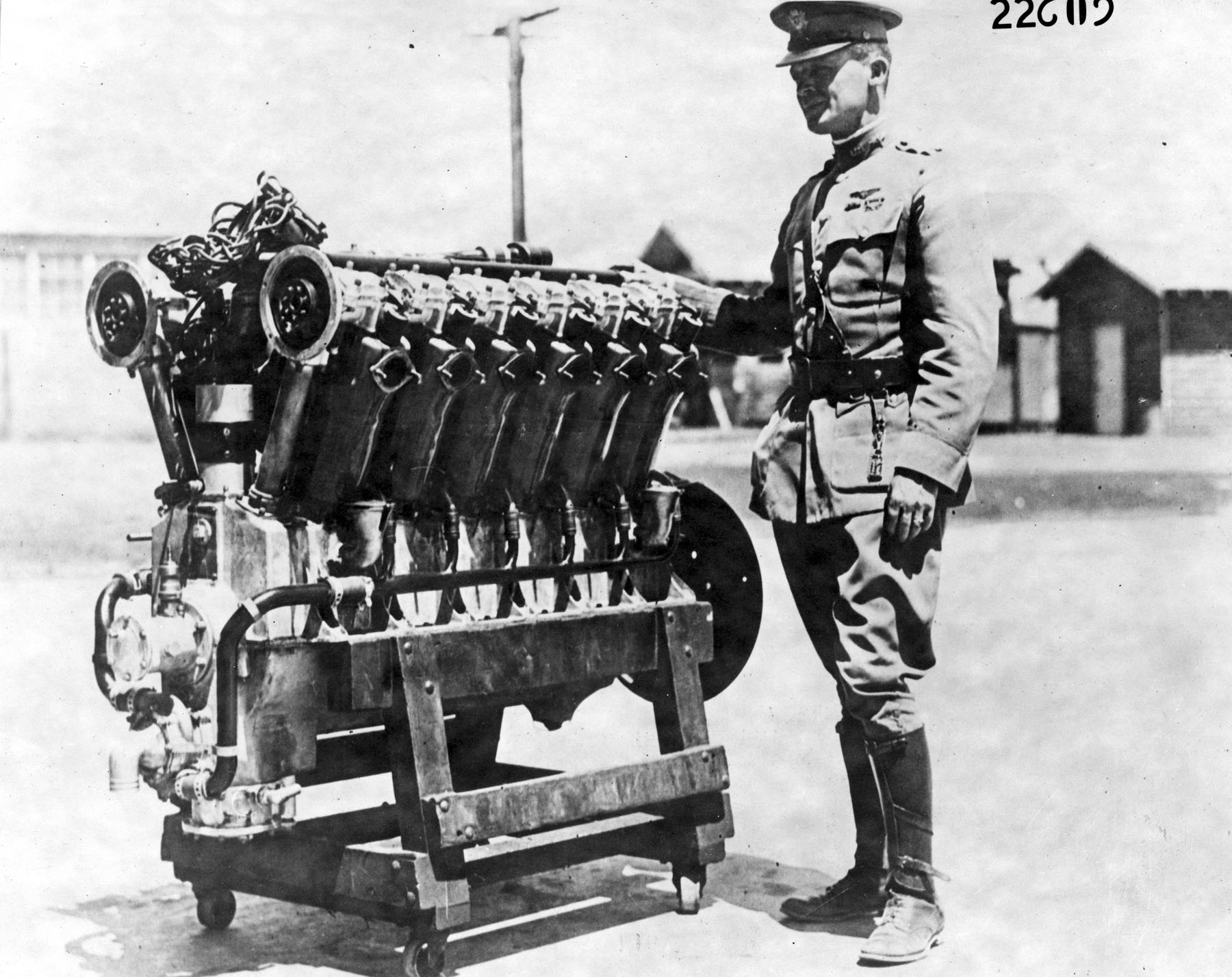
Il Maggiore Henry H. Arnold con il primo Liberty V12 realizzato

Il Liberty L-12 era un motore aeronautico a V dodici cilindri a 45° con cilindrata di 27 L (1 649,3 in³) e potenza di 400 hp (300 kW) raffreddato a liquido prodotto negli Stati Uniti d'America durante la prima guerra mondiale.

## Storia

### Sviluppo
Il motore venne progettato da Jesse Vincent e E. H. Hall della Hall-Scott Motor Company ma fu prodotto anche da altre società tra le quali la Packard, la Lincoln, la Ford, la General Motors, la Nordyke e la Marmon.
Il progetto era stato pensato per essere modulare e pertanto si potevano realizzare motori di diversa configurazione utilizzando quattro o sei cilindri disposti su una o due bancate.
Furono realizzati 20.478 L-12 tra il luglio del 1917 e il 1919. La distribuzione era a singolo albero a camme in testa che comandava due valvole per cilindro. Il peso a secco era di 383 kg.
Furono anche realizzati due motori L-6 dotati di sei cilindri che però non furono mai utilizzati dall'U.S. Army. Vennero infatti distrutti durante le prove effettuate dal dott. William Christmas per il suo velivolo caccia denominato Christmas Bullet.
Una versione a V rovesciata designata V-1650, che non ha alcun rapporto con la successiva versione del Rolls-Royce Merlin prodotta negli Stati Uniti dalla Packard e designata sempre V-1650, fu prodotta dal 1926.
Il Liberty L-12 verrà prodotto anche in Gran Bretagna come motore per i carri armati con la denominazione di Nuffield Liberty.

## Velivoli utilizzatori
Italia
- Caproni Ca.46
- Caproni Ca.53
- Caproni Ca.60 Transaereo
- Pomilio PE

 Regno Unito
- Airco DH.4
- Airco DH.9A
- Airco DH.10

 Stati Uniti
- Airco DH.4
- Curtiss NC
- Douglas C-1
- Douglas M
- Douglas DT
- Douglas O-2
- Witteman-Lewis XNBL-1